# Mina Fossati
| Оценки критиков  | Оценки критиков |
| Источник         | Оценка          |
| ---------------- | --------------- |
| All Music Italia | 6/10            |
| Onda Rock        | 5/10            |
| Rockol           | [ 4 ]           |
| Newsic           | [ 5 ]           |

Mina Fossati — совместный студийный альбом итальянских исполнителей Мины и Ивано Фоссати, выпущенный в 2019 году.

## Об альбоме
Записать совместный альбом Мина и Фоссати решили ещё в 1997 году, они даже встретили и обсудили концепт, однако звукозаписывающие лейблы не были в восторге от этой затеи и проект пришлось отложить в долгий ящик.
Тем не менее, спустя двадцать лет Мина призналась коллеге, что всё ещё не против совместной пластинки. Сам Фоссати выпустил последний альбом в 2011 году, посчитав его формально последним, из-за чего несколько колебался соглашаться ли на данную работу. Тем не менее он согласился и писал тексты и музыку почти два года. Он представил двенадцать оригинальных песен, одиннадцать из которых были записаны, ещё одну певица отвергла, так как посчитала её «слишком сладкой» для альбома. Аранжировками альбома занимался сын Мины Массимилиано Пани. Пластинка вышла в различных форматах, включая цифровой, CD, виниловую пластинку и бокс-сет.

## Список композиций
Слова и музыка всех песен — Ивано Фоссати.
| №                   | Название                   | Длительность |
| ------------------- | -------------------------- | ------------ |
| 1.                  | «L’infinito di stelle»     | 3:44         |
| 2.                  | «Farfalle»                 | 2:59         |
| 3.                  | «Ladro»                    | 3:51         |
| 4.                  | «Come volano le nuvole»    | 4:14         |
| 5.                  | «La guerra fredda»         | 4:24         |
| 6.                  | «Luna diamante»            | 4:34         |
| 7.                  | «Tex-Mex»                  | 4:03         |
| 8.                  | «Amore della domenica»     | 4:04         |
| 9.                  | «Meraviglioso è tutto qui» | 3:16         |
| 10.                 | «L’uomo perfetto»          | 4:18         |
| 11.                 | «Niente meglio di noi due» | 3:43         |
| Общая длительность: | Общая длительность:        | 43:10        |

| №   | Название                                | Длительность |
| --- | --------------------------------------- | ------------ |
| 12. | «Settembre»                             | 3:21         |
| 13. | «Settembre»                             | 3:07         |
| 14. | «La guerra fredda» (Versione con archi) | 4:25         |

## Чарты

### Еженедельные чарты
| Чарт (2019)                     | Высшая позиция |
| ------------------------------- | -------------- |
| Италия (Classifica album)       | 2              |
| Италия (Classifica vinili)      | 1              |
| Швейцария (Schweizer Hitparade) | 26             |

### Годовые чарты
| Чарт (2019)                | Позиция |
| -------------------------- | ------- |
| Италия (Classifica album)  | 24      |
| Италия (Classifica vinili) | 16      |
| Чарт (2020)                | Позиция |
| Италия (Classifica album)  | 88      |

## Сертификации и продажи
| Регион                                                       | Сертификация | Продажи |
| ------------------------------------------------------------ | ------------ | ------- |
| Италия (FIMI)                                                | Платиновый   | 50 000  |
| * Данные о продажах приведены только на основе сертификации. |              |         |